# Kruhlîk, Hadeaci
Kruhlîk (în ucraineană Круглик) este un sat în comuna Harkivți din raionul Hadeaci, regiunea Poltava, Ucraina.

## Demografie
Componența lingvistică a localității Kruhlîk
     Ucraineană (98,67%)
     Rusă (1,33%)
Conform recensământului din 2001, majoritatea populației localității Kruhlîk era vorbitoare de ucraineană (98,67%), existând în minoritate și vorbitori de rusă (1,33%).